# 鈴木宗言
鈴木 宗言（すずき そうげん、1863年3月24日（文久3年2月6日） - 1927年（昭和2年）2月24日）は、明治から大正時代の司法官僚。台湾総督府官僚。実業家。名古屋地方裁判所長。台湾総督府覆審法院長。大審院検事。位階は正三位。旧姓は柴野。

## 経歴
柴野宗八の弟、中村是公の兄として安芸国（現広島県）に生まれ、1873年（明治6年）9月、鈴木正言の養子となったのち分家する。柴野家の墓は現在でも広島県佐伯区五日市の光禅寺にある。1888年（明治21年）7月、帝国大学法科大学法律学科を卒業し、判事補となり1890年（明治23年）判事に進む。以来、横浜地方裁判所判事、同部長、東京控訴院判事、同部長、名古屋地方裁判所長、台湾総督府法院判官、覆審法院部長、同法院長などを歴任し、1907年（明治40年）8月、大審院検事に任じた。退官後、旭薬品工業を創立した。墓所は雑司ヶ谷霊園の1-8-9にあったが、現在は撤去されている。

## 栄典
- 1900年（明治33年）11月10日 - 従五位[4]
- 1902年（明治35年）12月24日 - 正五位[5]
- 1908年（明治41年）1月31日 - 従四位[6]
- 1918年（大正7年）3月11日 - 従三位[7]

## 著作
- 述『商法総則』専修学校、1895年。
- 述『破産法』東京専門学校、1899年。
- 述『商法総則』日本法律学校、1901年。
- 『台湾律令論 : 内地及台湾間に於ける法律律令の効力に就て』台湾日日新報社、1905年。

## 親族
- 弟：中村是公（官僚、実業家、政治家）[1][2]
- 娘婿：今裕（医師、北海道帝国大学総長）[8]